# Джавахер Наме-йе Ленкорань
Джавахер Наме-йе Ленкорань (рус. «Книга драгоценностей Ленкорани», с азерб. Cəvahirnameyi-Lənkəran) — одно из произведений об экономической, географической и исторической жизни Талышского ханства, а также об оккупации территории Россией. Произведение написано Саид-Али ибн Казем-бегом Борадигахи и состоит из 48 страниц. Оно было написано в 1869 году на персидском языке. Работа состоит из введения, шести глав и последнего слова, во введении разъясняется цель его написания. 
В первой главе произведения автор пытается объяснить слово Ленкорань, а во второй главе — происхождение слова. Третья глава «Джавахер Наме-йе Ленкорань» посвящена границам и природным богатствам Талышского ханства. Четвертая глава посвящена климату Талышского ханства. В пятой главе рассказывается о жизни и надгробиях ряда святых, живших в этом районе. Шестая глава «Джавахер Наме-йе Ленкорани» рассказывает о краткой истории Талышского ханства. Здесь, в первую очередь, освещается период до основания ханства и похода Ага Мохаммад Шаха Каджара.
Автор так описывает планы агрессии России: После смерти Надира попытка Ага Мохаммад-шаха захватить Талыш оказалась безуспешной. Фетх Али-шах, который хотел покорить Мир Мустафа-хана различными способами, был убеждён, что ему не удастся осуществить свою мечту мирным путём, и двинулся на Ленкорань с армией в 30 тысяч человек. Мир Мустафа-хан призвал Совет спасти страну от этого тяжёлого положения. Совет, который заявил, что подчиняться Ирану — большое оскорбление, решил обратиться за помощью к России. Согласно этому решению, Мир Мустафа-хан направил посланника в Россию через своего двоюродного брата Мирзу Мухаммад-бека через Астрахань.
Последнее слово работы посвящено археологическим и историческим памятникам Ленкорани и окрестностей. Авторская работа представляет собой художественное описание, летопись. Несмотря на ограниченное описание событий в произведении, оно очень ценно с точки зрения изучения истории Талышского ханства.
В азербайджанской историографии 60—80-х годов XX века наряду с проблемой российской оккупации кавказского Азербайджана в целом широкое распространение получило изучение исторического развития отдельных ханств и истории их подчинения России. Формирование ханств, их внутреннее и внешнее положение, отношения ханств с Россией, их присоединение к империи и другие вопросы являются основными темами этих произведений.